# Deir ez-Zor

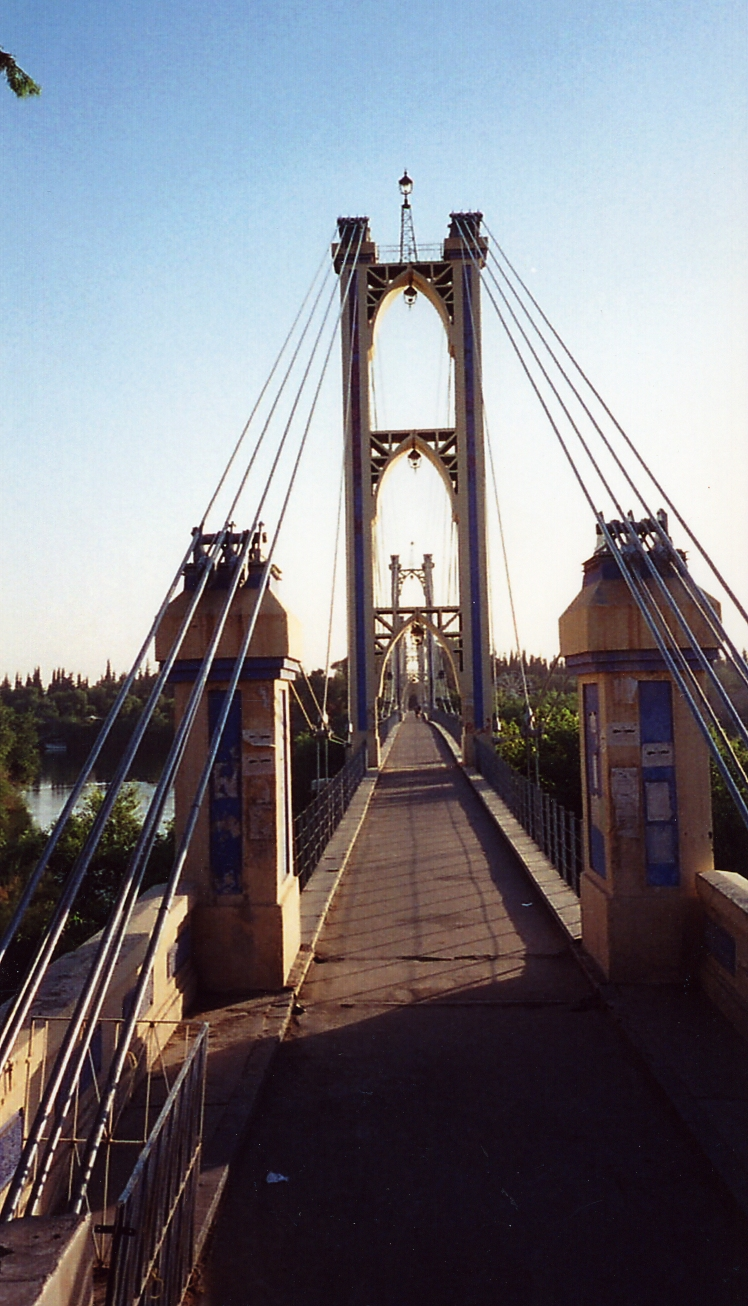
Historische Hängebrücke über den Euphrat

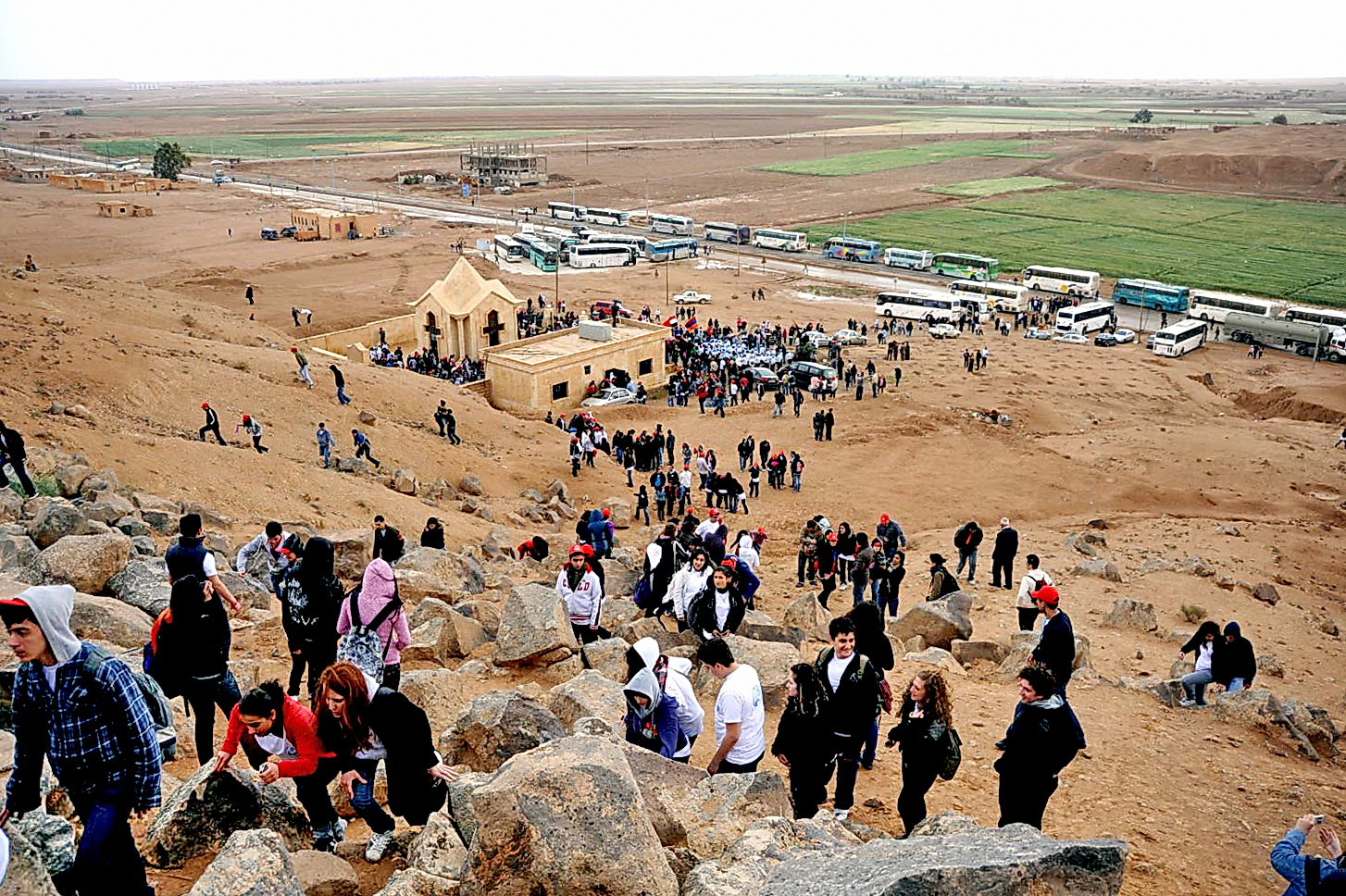
Besucher auf dem Weg zur Gedächtniskirche an den Völkermord an den Armeniern

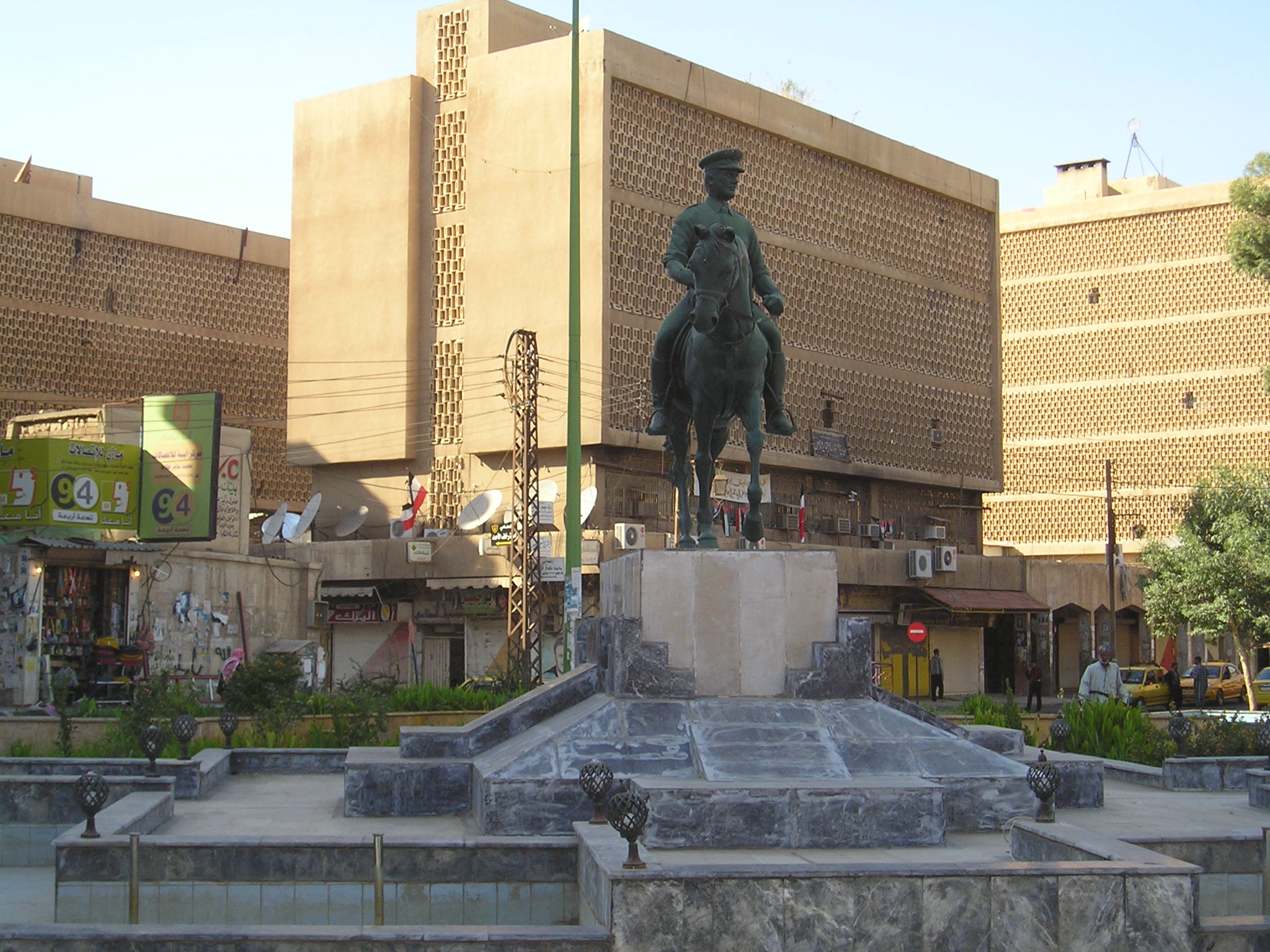
Platz des 8. März

Deir ez-Zor (arabisch دير الزور, DMG Dair az-Zaur, armenisch Դեր Զոր Der Zor [z-], im Deutschen gelegentlich Deir as-Sur) ist eine Stadt im Osten Syriens. Sie ist Hauptstadt des gleichnamigen Gouvernements Deir ez-Zor.

## Geographie
Die am Euphrat gelegene Stadt ist von fruchtbarem Boden umgeben, auf dem Getreide und Baumwolle angepflanzt werden. Seit Erdöl in der Region gefunden wurde, ist die Stadt ab Mitte der 1990er-Jahre zu einem Zentrum der syrischen Erdölförderung geworden. Ein weiterer Wirtschaftszweig der Stadt war der Tourismus, da sie in 85 Kilometer Entfernung von Dura-Europos und in 120 Kilometer Entfernung von Mari liegt.

## Bevölkerung
Die Einwohnerzahl wurde 2010 mit 293.916 berechnet. Deir ez-Zor ist damit die sechstgrößte Stadt Syriens. Die Mehrheit sind sunnitische Araber.

## Geschichte

### Römisches Reich
Zur Zeit des Römischen Reiches befand sich auf dem heutigen Stadtgebiet ein bedeutender Handelsstützpunkt an der Fernverbindung entlang des Euphrats zwischen dem Mittelmeer und dem Sassanidenreich. Römische Befestigungsanlagen auf dieser Strecke waren 50 Kilometer nordwestlich Halabiya und das südöstlich gelegene Dura Europos. Nachdem diese Stationen von Königin Zenobia erobert worden waren, gehörte die Stadt für wenige Jahre zum Herrschaftsgebiet Palmyras. Der Ort wurde im 13. Jahrhundert von den Mongolen im Laufe des Mongolensturms zerstört. Zu osmanischer Zeit hieß der Ort Deyrizor und war der Hauptsitz des Sandschaks Zor.

### Erster Weltkrieg und Kolonialzeit
In den Jahren 1915 bis Herbst 1916 wurde die damals zum Osmanischen Reich gehörende Stadt im Rahmen des Völkermordes an den Armeniern Standort eines Konzentrationslagers. Der türkische Kommandant betrieb ein Bordell mit armenischen Zwangsprostituierten in der katholischen Kirche. Dieses war auch der Zielpunkt zahlloser Todesmärsche, mit denen die damals regierenden Jungtürken unter Innenminister Talât Bey die Vernichtung von bis zu anderthalb Millionen Armeniern bewerkstelligten.
Trotz starken regionalen Widerstands wurde die Stadt 1921 von den Franzosen erobert. Nach dem Ersten Weltkrieg kontrollierte Frankreich Syrien von 1922 bis 1941 als Mandatsgebiet und errichtete hier eine Garnison. Nach dem Abzug der Franzosen 1946 wurde Deir ez-Zor Teil des unabhängigen Syrien.

### Unabhängigkeit
Nach dem Auseinanderbrechen der Ägyptisch-Syrischen Union hatte es schon am 2. April 1962 einen erfolglosen Putschversuch arabischer Sozialisten (Nasseristen und Baathisten) in Deir ez-Zor gegeben, in den u. a. der spätere Staatschef Louai al-Atassi verwickelt war.
Angesichts des Umstandes, dass zahlreiche führende und am Putsch vom 8. März 1963 beteiligte Mitglieder der Baath-Partei und Nasseristen aus Deir ez-Zor stammten (z. B. Dschassem Alwan oder Dschalal as-Sayyid), wurde der zentrale Marktplatz der Stadt in Platz des 8. März umbenannt. Viele der aus Deir ez-Zor stammenden arabischen Sozialisten fielen jedoch in den folgenden Jahrzehnten innerbaathistischen Säuberungen zum Opfer, so zum Beispiel 1965 eine dem Ex-Baath-Chef Akram al-Haurani zugeneigte Fraktion.

### Bürgerkrieg ab 2011
Siehe: Deir-ez-Zor-Offensive

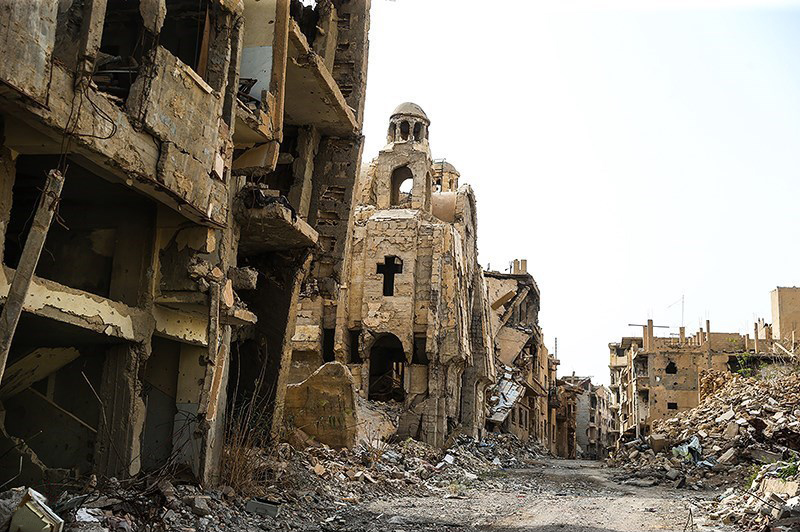
Deir ez-Zor, November 2018

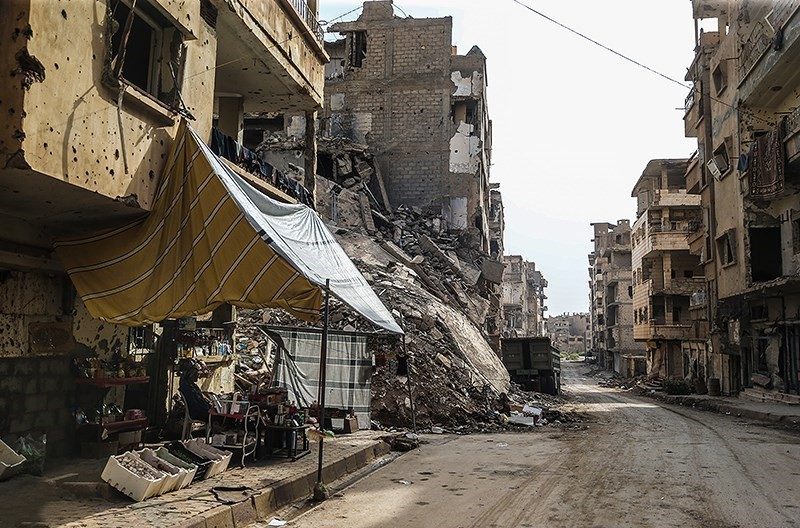
Deir ez-Zor, November 2018

Im Zuge des Bürgerkriegs ab 2011 wurde die Stadt am 1. August 2011 durch Scharfschützen und Panzerverbände der Regierung besetzt. Dabei sollen laut von Al Jazeera verbreiteten Oppositionsangaben 25 Menschen umgekommen sein. Schon am Tag zuvor berichtete der Sender von schweren Angriffen mit Artillerie und Luftabwehrwaffen.
Im März 2012 zog sich die Freie Syrische Armee am 20. März nach mehreren Angriffen durch Regierungstruppen aus der Stadt zurück. Am 22. November 2012 jedoch eroberten die Aufständischen Teile der Stadt erneut. Die seit Anfang 2013 auch einen Großteil des Umlands kontrollierende Terrorgruppe islamischer Staat (IS) wollte das Gouvernement Deir ez-Zor fortan auf der Grundlage der Scharia regieren. Ein an den Flughafen Deir ez-Zor angrenzender Stadtteil war noch unter Kontrolle der Regierungstruppen.
Mitte August 2014 berichteten Aktivisten, dass Angehörige des IS 700 Angehörige des regionalen Stammes der Scheitat, darunter 600 Zivilisten, gefangen genommen und getötet hätten. Nachdem zwischen September und November 2014 Regierungstruppen im Rahmen eines Gegenangriffs erneut große Teile der Stadt zurückerobert und von Deir ez-Zor aus Angriffe gegen IS-Stellungen geflogen hatten, unternahmen IS-Terroristen am 4. Dezember 2014 einen Selbstmordanschlag auf den Flughafen. Eine IS-Offensive konnten die Regierungstruppen abwehren.
Am 15. Januar 2016 begann der IS eine Offensive gegen die belagerte Stadt. Ein Teil der Stadt befand sich zu diesem Zeitpunkt bereits in den Händen des IS. Ende Januar 2016 zog der IS nach russischen Meldungen zweitausend Kämpfer zusammen, um die Stadt ganz einzunehmen; die russische Luftwaffe flog Angriffe auf Stellungen des IS. In der belagerten Zone selbst kam es zu Todesfällen aufgrund von Unterernährung. Das UNO-Welternährungsprogramm unterstützte das Gebiet mit aus der Luft abgeworfenen Lebensmitteln.
Im Mai 2016 traten Garnisonstruppen der Regierung zum Gegenangriff an und vertrieben nach eigenen Angaben IS-Kämpfer aus Teilen der Stadt. Ein Krankenhaus, in dem der IS medizinisches Personal als Geiseln genommen hatte, sei befreit und mehr als 200 IS-Kämpfer seien getötet worden. Erst am 5. September 2017 durchbrachen syrische Truppen, von Westen kommend, den Belagerungsring des IS und vermeldeten Anfang November 2017 die Einnahme der Stadt. Einen Tag später, am 4. November 2017, wurden bei einem Anschlag mit einer Autobombe in Deir ez-Zor mindestens 75, nach anderen Quellen mehr als 100 Menschen getötet.
Am 6. Dezember 2024 rückte die SDF in die Stadt ein, nachdem sich die Regierungstruppen zurückgezogen hatten.

## Kultur
Es gibt das regionale Museum von Deir ez-Zor und ein großes Kulturzentrum.
Die 2006 gegründete al-Furat-Universität hat ihren Sitz zum Teil in der Stadt. Deren Fakultäten für Landwirtschaft, Naturwissenschaft, Künste, Sozialwissenschaft, Ausbildung, Recht, petrochemische Ingenieurwissenschaften und Medizin befinden sich in der Stadt, während andere Fakultäten in benachbarten Bezirken untergebracht sind. Darüber hinaus gibt es Berufsschulen und andere nachschulische Fortbildungseinrichtungen.
Die lokale Tageszeitung Al Furat erscheint in der Stadt.
Die armenische Völkermord-Gedächtniskirche in Deir ez-Zor wurde 2014 vom IS zerstört. Zuvor war sie ein bedeutender armenischer Pilgerort gewesen, vor allem zum jährlichen Gedenktag an den Völkermord.

## Verkehr
Eine bekannte Sehenswürdigkeit der Stadt war die historische Hängebrücke über den Euphrat. Sie wurde um 1930 errichtet und diente nach dem Bau der Straßenbrücke nur noch dem Fußgängerverkehr (Arabisch: الجسر المعلق). Die Hängebrücke wurde Anfang Mai 2013 bei Bürgerkriegsgefechten zerstört.
Die Stadt liegt an der Eisenbahnlinie Aleppo–Qamischli der CFS und ist als Kopf einer geplanten Eisenbahnlinie über Abu Kamal nach al-Qa'im in den Irak vorgesehen. Aufgrund der politischen Situation wurden bisher nur wenige Kilometer gebaut.
Der Flughafen Deir ez-Zor (IATA: DEZ) liegt im Vorort al-Dschafra.

## Söhne und Töchter der Stadt
- Jassem Alwan (1926–2018), Offizier und Politiker
- Taisir Alluni (* 1955), Korrespondent des arabischen Senders Al Jazeera
- Riyad Farid Hidschab (* 1966), Politiker
- Inaam Nakchbandi (* 1967), Fachärztin, Professorin für Innere Medizin
- Omar al-Somah (* 1989), Fußballspieler

## Klimatabelle
|                       | Jan  | Feb  | Mär  | Apr  | Mai  | Jun  | Jul  | Aug  | Sep  | Okt  | Nov  | Dez  |   |      |
| Mittl. Tagesmax. (°C) | 12,5 | 15,2 | 19,6 | 25,8 | 31,9 | 37,2 | 40,3 | 39,8 | 35,8 | 29,5 | 20,7 | 14,0 | ⌀ | 26,9 |
| Mittl. Tagesmin. (°C) | 2,3  | 3,7  | 6,8  | 12,0 | 17,2 | 22,3 | 25,4 | 24,8 | 20,3 | 14,1 | 7,3  | 3,2  | ⌀ | 13,3 |
|                       |      |      |      |      |      |      |      |      |      |      |      |      |   |      |
| Niederschlag (mm)     | 28,2 | 25,3 | 27,1 | 19,8 | 8,5  | 0,5  | 0,4  | 0,0  | 0,2  | 6,0  | 14,7 | 25,3 | Σ | 156  |
|                       |      |      |      |      |      |      |      |      |      |      |      |      |   |      |
| Sonnenstunden (h/d)   | 5,2  | 6,4  | 7,2  | 8,1  | 10,0 | 11,7 | 12,0 | 11,5 | 10,3 | 8,3  | 6,9  | 5,2  | ⌀ | 8,6  |
|                       |      |      |      |      |      |      |      |      |      |      |      |      |   |      |
| Regentage (d)         | 8    | 9    | 7    | 5    | 3    | 0    | 0    | 0    | 0    | 2    | 4    | 6    | Σ | 44   |
|                       |      |      |      |      |      |      |      |      |      |      |      |      |   |      |
| Luftfeuchtigkeit (%)  | 76   | 67   | 57   | 49   | 38   | 27   | 26   | 28   | 32   | 42   | 57   | 75   | ⌀ | 47,8 |

| 2,3 |

| 3,7 |

| 6,8 |

| 12,0 |

| 17,2 |

| 22,3 |

| 25,4 |

| 24,8 |

| 20,3 |

| 14,1 |

| 7,3 |

| 3,2 |

| 2,3 |

| 3,7 |

| 6,8 |

| 12,0 |

| 17,2 |

| 22,3 |

| 25,4 |

| 24,8 |

| 20,3 |

| 14,1 |

| 7,3 |

| 3,2 |